# Emmy Internacional 2023
A 51.ª cerimônia de entrega dos International Emmys (ou Emmy Internacional 2023) aconteceu em 20 de novembro de 2023 no New York Hilton Midtown, em Nova York, apresentado pela Academia Internacional das Artes e Ciências Televisivas (IATAS), em homenagem ao melhor da programação televisiva internacional de 2022. As indicações foram anunciadas em 26 setembro de 2023.

## Elegibilidade
As inscrições para o 51.º International Emmy Awards foram abertas para todas as categorias em 7 de dezembro de 2022 e encerraram em 16 de fevereiro de 2023. São elegíveis programas que tenham sido inicialmente transmitidos fora dos EUA entre as datas de 1.º de janeiro de 2022 e 31 de dezembro de 2022.

## Informações da cerimônia
As indicações para o 51º Prêmio Emmy Internacional foram anunciadas em 26 de setembro de 2023, pela Academia Internacional de Artes e Ciências da Televisão (IATAS). São 56 indicados em 14 categorias com 20 países diferentes representados. Os indicados vêm de: Argentina, Austrália, Brasil, Canadá, Dinamarca, Finlândia, França, Alemanha, Índia, Israel, Japão, México, Portugal, Catar, África do Sul, Coreia do Sul, Espanha, Suécia, Turquia e Reino Unido.
Além dos Emmys Internacionais de programação e performances, a Academia Internacional entregou dois prêmios especiais: Ekta Kapoor foi anunciada como a destinatária do prêmio International Emmy Directorate e o criador da série de TV Succession, Jesse Armstrong, recebeu o prêmio International Emmy Founders.

## Categorias
Os vencedores estão em negrito.
| Melhor Série Dramática | Melhor Série de Comédia |                                  |
| --- | --- | -------------------------------- |
| - Die Kaiserin () (Sommerhaus Serien) - Uma Advogada Extraordinária () (Astory/KT Studio Genie) - Iosi, el espía arrepentido () (Oficina Burman/Amazon) - The Devil's Hour () (Hartswood Films/Amazon) | - Vir Das: Landing () (Weirdass Comedy/Rotten Science) - Derry Girls () (Hat Trick Productions) - El encargado () (Star+/Pegsa) - Le Flambeau () (Entre 2 & 4/Making Prod) |                                  |
| Melhor Ator | Melhor Atriz |                                  |
| - Martin Freeman como Chris Carson em The Responder () (Dancing Ledge Productions) - Gustavo Bassani como José Pérez / Iosi em Iosi, el espía arrepentido () (Oficina Burman/Amazon) - Jonas Karlsson como Tommy Lund em Nattryttarna () (Jarowskij) - Jim Sarbh como Dr. Homi J. Bhabha em Rocket Boys () (Sony Pictures India/Emmay) | - Karla Souza como Mariel Saenz em La caída () (Madam/Filmadora/Infity Hill/Amazon) - Connie Nielsen como Karen Blixen em Drømmeren () (Zentropa Episodes ApS/Viaplay/Belga/Stage 5) - Billie Piper como Suzie Pickles em I Hate Suzie Too () (Bad Wolf) - Shefali Shah como Vartika Chaturvedi em Delhi Crime () (SK Global Ent./Golden Karavan/Film Karavan) |                                  |
| Melhor Filme para TV ou Minissérie | Melhor Telenovela |                                  |
| - La caída () (Madam/Filmadora/Infity Hill/Amazon) - Reborn Rich () (Raemongraein/SLL/ChaebolSPC/VIU) - Infiniti () (Empreinte Digitale/Federation Ent. Belgique) - Life and Death in the Warehouse () (BBC Studios) | - Yargı () (Ay Yapım) - Cara e Coragem () (TV Globo) - Pantanal () (TV Globo) - Para Sempre () (Plural Entertainment) |                                  |
| Melhor Programa Artístico | Melhor Documentário |                                  |
| - Buffy Sainte-Marie () (Eagle Vision/White Pine Pictures) - Art Is Our Voice () (NHK) - Los Tigres del Norte: Historias que contar () (Prime Video/Filmadora) - Music under the Swastika () (3B-Produktion/Deutsche Welle) | - Mariupol: The People's Story () (Top Hat Productions/Hayloft Productions/BBC) - Dossiê Chapecó: O jogo por trás da tragédia () (Warner Bros. Discovery/Pacha Films) - Nazijäger – Reise in die Finsternis () (Spiegel TV) - Serigne vs The EU () (Zungu/Al Jazeera English)                                                                                  |                                  |
| Melhor Série de Curta Duração | Melhor Programa de Entretenimento sem Roteiro |                                  |
| - Des gens bien ordinaires () (Magneto Prod./Canal+) - Linchamentos () (RecordTV) - Man vs. Bee () (RedRum Films) - The Mandela Project () (Paramount) | - A Ponte: The Bridge Brasil () (Warner Bros. Discovery/Endemol Shine Brasil) - Hôtel du Temps: Dalida () (Mediawan/Ardimages) - Love by A.I. () (TBS Television/Smart Dog Media) - The Great British Bake Off () (Love Productions) |                                  |
| Melhor Documentário Esportivo | Kids: Animação |                                  |
| - Harley & Katya () (Stranger Than Fiction Films) - 30 Dias Para Ganar () (North Films/N+Docs/ViX+) - Alexia: Labor Omnia Vincit () (You First Originals) - Two Sides () (T+W/Whisper Cymru) | - The Smeds and the Smoos () (Magic Light Pictures) - O Menino Maluquinho () (Chatrone) - Moominvalley () (Gutsy Animations) - Rilakkuma’s Theme Park Adventure () (Warf Studios/Field Management Expand) |                                  |
| Kids: Programa Factual e Entretenimento | Kids: Filme ou Série Live-Action | Kids: Filme ou Série Live-Action |
| - Built To Survive () (Butter Media/ABC/ACTF) - Quintal TV () (Canal Futura/FRM) - Takalani Sesame ( África do Sul) (Sesame Workshop/Pulp Films) - Triff… Anne Frank () (Cross Media/IFAGE) | - Heartbreak High: Onde Tudo Acontece () (Fremantle/Newbe/Netflix) - As Aventuras de Gudetama () (OLM, Inc.) - Kol Od Balevav () (TTV Production/Kan Educational/GPG/GMFF/Avi Chai Foundation/Maimonides Fund) - Tierra Incógnita () (Disney+/Non Stop) |                                  |

## Múltiplas indicações e vitórias
| Indicações | País          |
| ---------- | ------------- |
| 9          | Reino Unido   |
| 7          | Brasil        |
| 4          | Alemanha      |
| 4          | Argentina     |
| 4          | França        |
| 3          | Austrália     |
| 3          | Índia         |
| 3          | Japão         |
| 3          | México        |
| 2          | Coreia do Sul |

| Vitórias | País        |
| -------- | ----------- |
| 4        | Reino Unido |
| 3        | Austrália   |
| 2        | México      |